# 반 옐라치치 광장

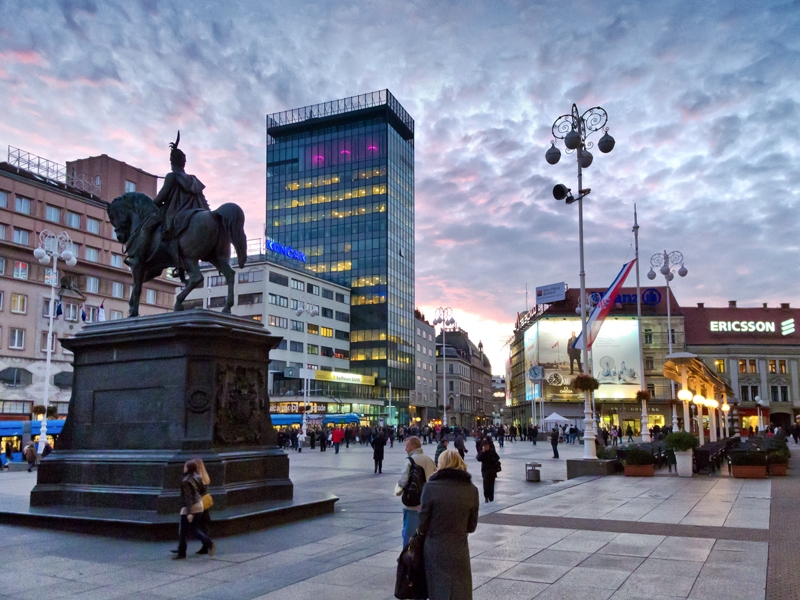
반 옐라치치 광장

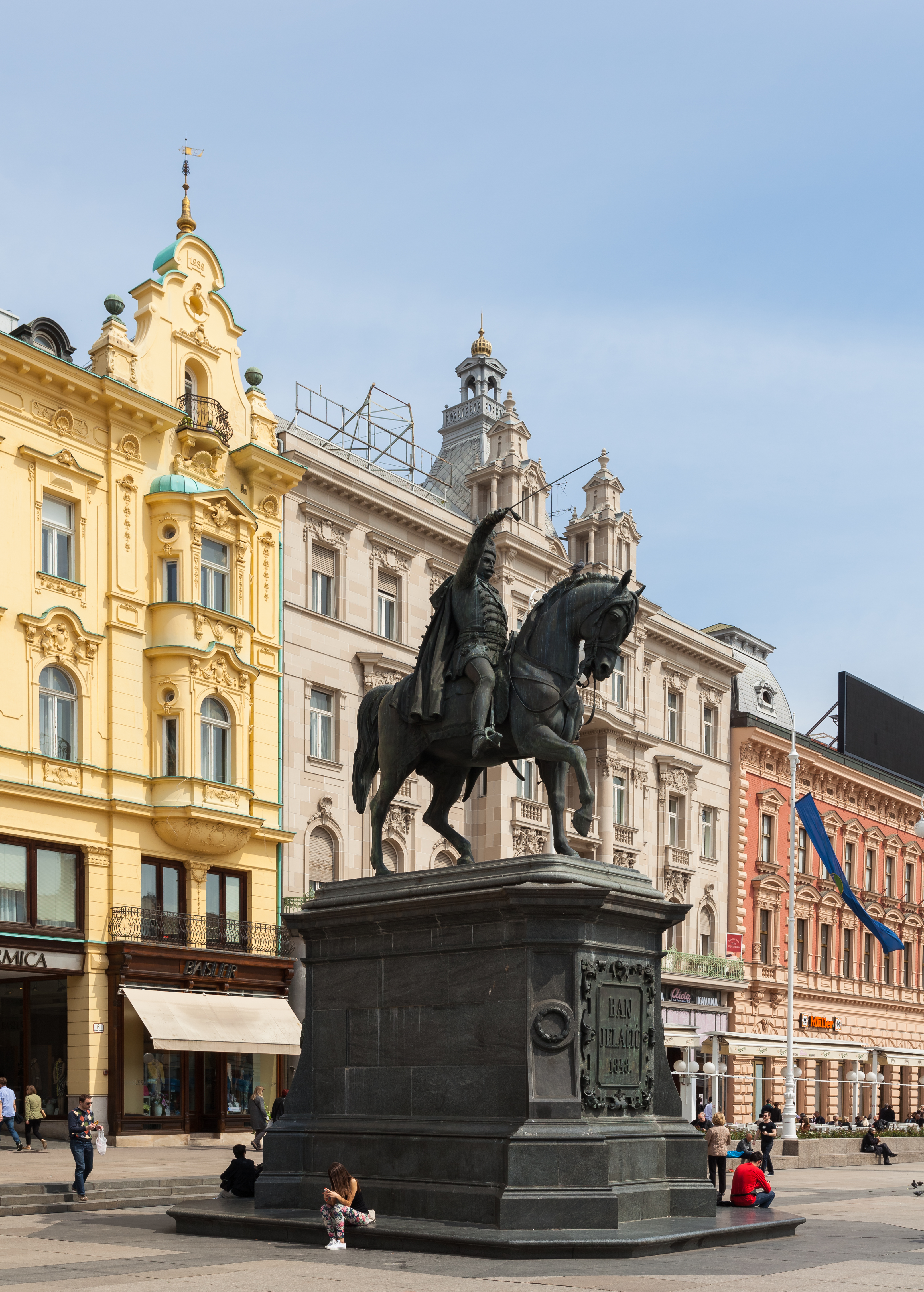
반 옐라치치 동상

반 옐라치치 광장(크로아티아어: Trg bana Jelačića)은 반 요시프 옐라치치의 이름을 딴 크로아티아 자그레브에 위치한 광장이다.